# Lissodelphis borealis
Il lissodelfino boreale (Lissodelphis borealis) è un cetaceo odontoceto appartenente alla famiglia Delphinidae.

## Descrizione fisica

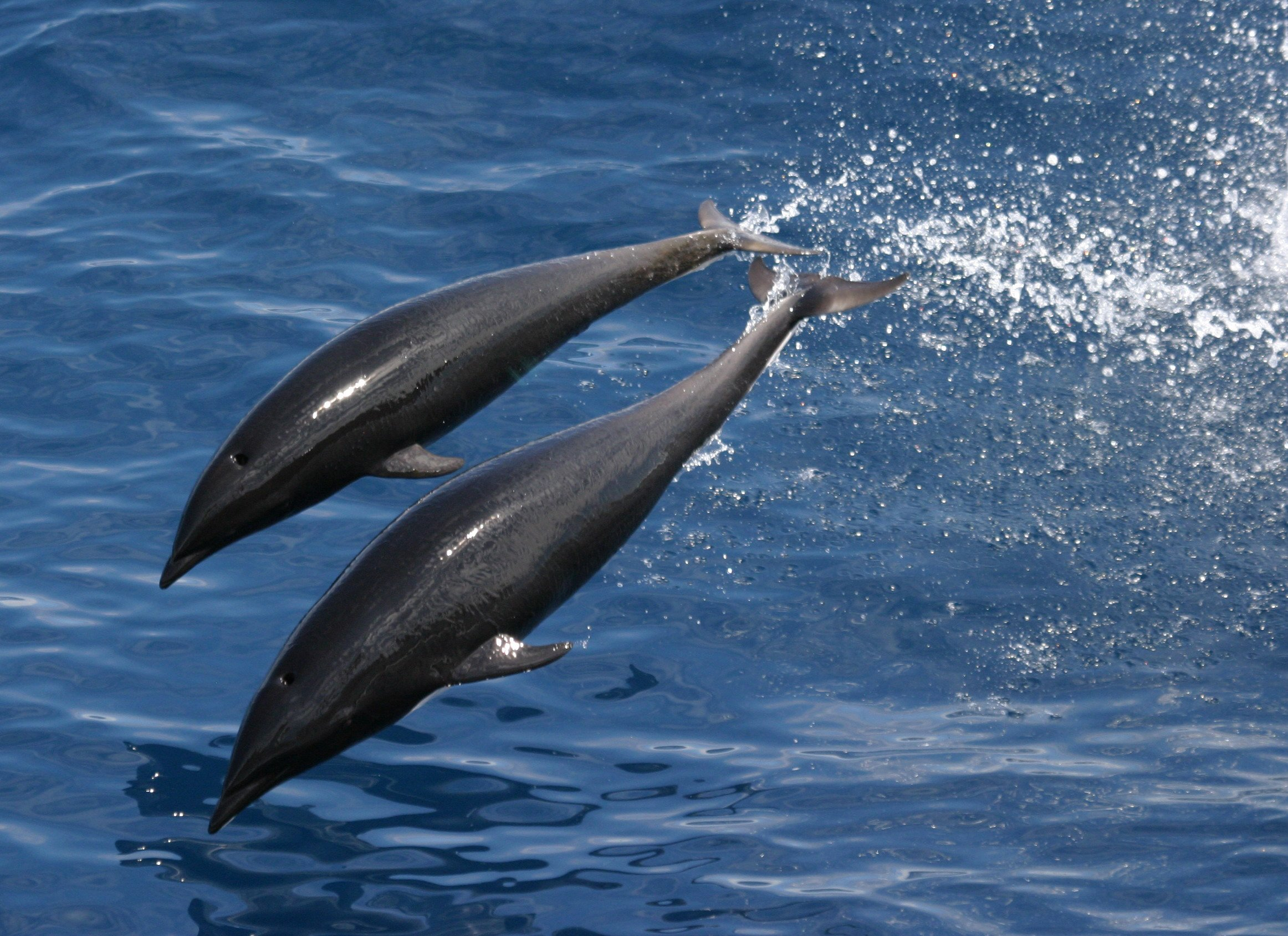
Lissodelfini boreali che effettuano il porpoising

È l'unico delfino del Pacifico del Nord che non possiede la pinna dorsale, caratteristica che lo contraddistingue da altri cetacei. Per via del suo movimento a salti, a volte viene confuso con un leone marino o una foca. Presenta un corpo slanciato, color nero, con una banda bianca sul ventre e pesa circa 150 kg.

## Comportamento
Acrobata per natura, esegue il breaching, il lobtailing o altre acrobazie, come ricadere sul ventre, o colpire l'acqua con un fianco (il lissodelfino fa lo stesso quando si sente minacciato).

## Alimentazione
Le sue prede principali sono calamari e pesci lanterna.

## Distribuzione
Lo si riscontra nel Nord Pacifico occidentale, dalla Kamčatka, in Russia, al Giappone e nel Nord Pacifico orientale, dalla Columbia Britannica, in Canada, al nord del Golfo di California, in Messico e nel Mare del Giappone settentrionale. Di preferenza vive al largo ma si avvicina alle coste in presenza di fondali abbastanza sabbiosi.